# Charles Remington
Charles Lee Remington (* 19. Januar 1922 in Reedville, Virginia; † 31. Mai 2007 in Hamden, Connecticut) war ein weltweit bekannter US-amerikanischer Entomologe (Insektenforscher), „Vater“ der modernen Lepidopterologie (Schmetterlingskunde) sowie Mitbegründer der Lepidopterists’ Society.

## Biografie
Charles Lee Remington wurde 1922 als Sohn des Grundschul-Direktors P(ardon) Sheldon Remington und dessen Ehefrau Maud in Reedville (Virginia) geboren. Seine Familie zog nach St. Louis (Missouri), wo Remington aufwuchs.
Sein Vater war ein begeisterter Schmetterlingssammler und so wurde auch das Interesse des jungen Charles Remington für diesen Bereich der Tierwelt geweckt. Nach dem Schulabschluss studierte Remington am Principia College in Elsah (Illinois), wo er im Jahre 1943 seinen B.S. (Bachelor of Science) machte. Während des Zweiten Weltkriegs diente er in der US-Armee auf dem pazifischen Kriegsschauplatz als medizinischer Entomologe. Insbesondere auf den Philippinen untersuchte er durch Insektenstiche verursachte Epidemien, auch Bisse des Hundertfüßers, von denen zahlreiche amerikanische Soldaten betroffen waren.
Nach dem Ende des Zweiten Weltkriegs studierte er an der Harvard University. Hier untersuchte er beim renommierten Entomologen Frank M. Carpenter (1902–1994) die Systematik von Thysanura  und anderer primitiver Arthropoden.
1947, noch während seiner Studentenzeit, gründete er zusammen mit seinem Studienfreund, Harry Kendon Clench (1925–1979) die Lepidopterists’ Society, die derzeit mehr als 10000 Mitglieder hat – die Mehrzahl in den USA und Kanada. Zusammen mit Clench gab er auch die wissenschaftliche Zeitschrift Journal of the Lepidopterists’ Society heraus. 1948 schloss er sein Studium mit dem Doktortitel (Ph. D.) ab und wurde im selben Jahr Professor an der Fakultät für Biologie der Yale University. Obwohl Yale bereits über einen exzellenten Lehrkörper für das Fach Biologie verfügte, war Remington der erste Entomologe in dieser Fakultät.
1958/59 erhielt er ein Guggenheim-Stipendium für die Universität Oxford, wo er unter anderem mit dem renommierten britischen Gen-Forscher E. B. Ford zusammenarbeitete.
Remington blieb der Yale University die gesamte Dauer seiner Lehrtätigkeit über treu und lehrte 44 Jahre an dieser Universität, sowie den angegliederten Peabody Museum of Natural History, der Yale School of Forestry & Environmental Studies und dem Institute for Social & Policy Studies.
Remington verfügte über ein enzyklopädisches Wissen, seine Forschung und Lehrtätigkeit war dementsprechend weitgefächert, fachübergreifend und umfasste: Ökologie, Evolution, Genetik, Bioethik, die sich ständig verringernde Artenvielfalt, wobei seine Lieblingsthemen die Entomologie und die Biologie von terrestrischen Gliederfüßern blieben. Ein weiterer Schwerpunkt seiner wissenschaftlichen Arbeit war die Erforschung der Entstehung neuer Spezies in isolierten Lebensräumen („Insel-Biologie“). Er konnte dabei auf Beobachtungen zurückgreifen, die er während des Zweiten Weltkriegs gemacht hatte, als er mehr als 75 Inseln der Philippinen untersuchte.
Remington vertrat unter anderem die These, dass es auf der Welt geographische Zonen – von ihm als „suture zones“ bezeichnet – gäbe, in denen verschiedene Spezies von Pflanzen, Insekten und Säugetieren dazu tendierten, sich mit engen Verwandten zu vermischen („hybridize“). Von der wissenschaftlichen Welt wurde diese These zunächst als unhaltbar betrachtet, allerdings in neuerer Zeit wieder aufgegriffen.
Von 1950 bis in die 1980er Jahre hinein reiste er mit seinen Studenten in den Sommermonaten regelmäßig zum Rocky Mountain Biological Laboratory, in der Nähe von Gothic (Colorado), um die Ökosysteme der verschiedenen Höhenzonen zu studieren. Die verschiedenen Biotope in großen Gebirgshöhen sind ähnlich isoliert wie diejenigen auf Inseln und daher mit diesen vergleichbar.
Remington betreute über achtzig Doktoranden, mehrere Generationen von heranwachsenden Wissenschaftlern und seine Begeisterung für dieses Fachgebiet führte viele junge Menschen an diesen Forschungszweig heran.
Unter Remingtons Leitung wurde die über eine Million Insekten umfassende Insektensammlung des Peabody Museum of Natural History der Yale University angelegt. 2001 befanden sich in dieser Sammlung mehr als 270 000 Tag- und Nachtfalter, darunter die auf der Welt wohl größte Sammlung von Insekten, die teils männlich, teils weiblich, als gynandromorph bezeichnet werden.
1992 emeritierte er von der Yale University, Lehrstuhl Ökologie & Evolutionäre Biologie sowie der Yale School of Forestry & Environmental Studies.
Neben der Gründung der Lepidopterists’ Society förderte Remington die Gründung der Connecticut Entomological Society, der Xerces Society. Remington war Mitbegründer der Organisation Zero Population Growth (Nullwachstum/seit dem Jahre 2002 nennt sich diese Organisation Population Connection), deren Ziel es war die Aufmerksamkeit der Öffentlichkeit auf das Problem der Überbevölkerung zu lenken.
Im Jahre 1970 organisierte er in Chicago zusammen mit dem ehemaligen Gouverneur von Colorado Richard Lamm und seinem Forscherkollegen Paul R. Ehrlich (Autor von Die Bevölkerungsbombe) die Konferenz Convention on Optimal Population and Environment – Initiale für viele weitere Konferenzen und Veranstaltungen zum Thema Bevölkerungswachstum beziehungsweise Überbevölkerung und deren Auswirkungen auf die Umwelt.
Charles Lee Remington starb am 31. Mai 2007 im Alter von 85 Jahren in Hamden (Connecticut).

## Privates
Charles Lee Remington war in erster Ehe mit Jeanne Remington verheiratet. Aus dieser Ehe gingen die drei Kinder Eric, Sheldon und Janna hervor. Eine zweite Ehe schloss er mit Ellen Mahoney.